# إسترلتزاوية
الإسترلتزاوية (الاسم العلمي: Strelitzieae) هي قبيلة من النباتات تتبع الفصيلة الإسترلتزية من رتبة الزنجبيليات.

## أجناس الإسترلتزاوية
- عصفور الجنة